# Тупољев АНТ-6
Тупољев АНТ-6 / Тупољев ТБ-3 (рус. Туполев АНТ-6 / ТБ-3) је био совјетски тешки четворомоторни бомбардер из периода 1930-их година и самог почетка Другог свјетског рата. Пројектовао га је ОКБ 156 Тупољев (Опитни Конструкциони Биро - Тупољев), а произвођен је у три значајно различите и стално побољшаване верзије, тип 1932, тип 1934 и тип 1936.

## Пројектовање и развој
Совјетско војно ваздухопловство је 1925. године поставило захтев ЦАГИ институту за пројект тешког бомбардера са укупном снагом од 2.000 KS. ОКБ 156 Тупољев (Опитни Конструкциони Биро - Тупољев) је почео рад на пројекту 1926. а завршио га је 1929. године. Вођа пројектног тима код Тупољева је био В. М. Петљаков. али је авион задржао ознаку Тупољев и после промене ознака. Основа за пројект је био авион АНТ-4/ТБ-1 који је кроз своју употребу већ доказао своје квалитете. За моторе су одабрани мотори Микулин М-17Ф који је произвођен у Совјетском Савезу по лиценци BMW-VI. Први лет прототипа је изведен 22. децембра 1930. године (пилот М. Громов), а авион је ушао у серијску производњу већ фебруара месеца 1932. године. У току свога века авион је стално усавршаван тако да су постојале 3 основне, а укупно 10 варијанти ових авиона. По својим карактеристикама авион АНТ-6/ТБ-3 представља први стратешки авион на свету у правом смислу те речи
.

### Технички опис
Тупољев АНТ-6/ТБ-3 је нискокрилни једнокрилни четворомоторни авион потпуно металне конструкције (носећа структура од челичних профила и цеви а оплата од таласастог алуминијумског лима, оплата од таласастог лима даје додатну торзиону крутост авиону), конструкција крила и трупа је веома слична оној код авиона АНТ-4/ТБ-1са разликом у димензијама. На сваком крилу су смештена по два клипно елисна мотора, сваки мотор је испочетка имао дрвене двокраке елисе са фиксним кораком, које су у каснијим серијама замењене прво трокраким а касније четворокраким металним елисама. На АНТ-6 су уграђени мотори Микулин М-17Ф снаге 525 kW/715 KS, линијски мотори V распореда хлађени течношћу. Ови мотори су у каснијим серијама замењивани јачим моторима са редукторима и турбопуњачима. Авион има фиксни (неувлачећи) стајни трап система трицикл са по два точка, један иза другог (систем тандем) са сваке стране смештана испод крила авиона, трећа ослона тачка је точак који се налази на репу авиона. У каснијим серијама тандем точкови су замењени једним точком већих димензија. Уместо точкова зими су се на ноге стајних трапова монтирале скије. Труп авиона је правоугаоног попречног пресека. Авион је опремљен дуплим командама, а пилоти су седели један поред другог у отвореном кокпиту. Стрелци су такође стајали у отвореним турелама један у носу авиона а друга двојица између кабине пилота и репа авиона у каснијим серијама авиона уграђиване су затворене туреле. Авион је тако конструисан да се може лако раставити у подсклопове (труп, крила, реп) и превозити железницом.

### Варијанте авиона Тупољев АНТ-6
- ТБ-3 4М-17Ф - производни модел прве серије, која бројчано износи половину свих произведених авиона АНТ-6/ТБ-3, са моторима Микулин М-17Ф (лиценца BMW-VI),
- ТБ-3 4М-34 - производни модел са моторима Микулин М-34 (побољшање хладњака за воду и додато хлађење уља), направљено неколико десетина примерака,
- ТБ-3 4М-34Р - производни модел са моторима Микулин М-34Р са редуктором (смањењем броја обртаја елисе повећава се њена ефикасност), побољшане летне карактеристике,
- ТБ-3 4М-34РД - производни модел са моторима Микулин М-34Р са повећаним долетом, први пут уграђене металне трокраке елисе, коришћен за лет Москва, Варшава, Париз, Рим 1933—1934. год.
- ТБ-3 4М-34РН - прототип из 1935. године, са знатно побољшаним моторима Микулин М-34РН, на унутрашње моторе уграђене четворокраке металне елисе, на спољним моторима остале дрвене двокраке елисе, измењен стајни трап, уграђене затворене туреле са митраљезима, максимална брзина повећана на 288 km/h на висини од 4.400 m, плафон лета повећан на 7.740 m, није се производио,
- ТБ-3 4М-34ФРН - производни модел са моторима Микулин М-34ФРН са повећаном снагом, на све моторе уграђене четворокраке металне елисе, на стајним траповима уграђене кочнице, максимална брзина повећана на 300 km/h,
- ТБ-3Д - прототип са дизел-мотором Чаромоски АН-1 (740 KS), повећан радијус на 4.280 km, остале карактеристике лошије од модела ТБ-3 4М-34РН, није се серијски производио,
- Т-2 - цивилна верзија авиона АНТ-6, добијена конверзијом модела ТБ-3 4М-17Ф и ТБ-3 4М-34 у путничке или теретне авионе за потребе Аерофлота, за време рата су служили и за превоз сумпора,
- АНТ-6-4М-34Р „Авиаарктика - цивилна верзија авиона АНТ-6, пет авиона ТБ-3 4М-34Р модификована за потребе експедиција за Северни пол 1937. године, са затвореним кокпитом и трокраким металним елисама.

### Карактеристике
| Карактеристика       | АНТ-6/ТБ-3 (1932) | АНТ-6/ТБ-3 (1934) | АНТ-6/ТБ-3 (1936)          |
| -------------------- | ----------------- | ----------------- | -------------------------- |
| Посада               | 8-10              | 6                 | 6                          |
| Дужина               | 24,40 m            | 25,10             | 25,10                      |
| Висина               | 8,50              | 8,50              | 8,50                       |
| Размах крила         | 39,50 m            | 41,80             | 41,80                      |
| Површина крила       | 230,00 m²           | 234,50            | 234,50                     |
| Маса празног авиона  | 11.000 kg           | 11.200 kg           | 12.000                     |
| Максимална маса      | 19.300            | 19.300            | 18.877/24.500              |
| Врста мотора         | клипни-линијски   | клипни-линијски   | клипни-линијски            |
| Мотори               | 4 × Микулин М-17Ф | 4 × Микулин М-34Р | 4 × Микулин М-34РН/М-34РНФ |
| Снага                | 4 × 535 kW          | 4 × 662 kW          | 4 × 700/941                |
| Максимална брзина    | 215 km/h              | 232 km/h              | 288/300                    |
| Плафон лета          | 3.600 m            | 4.800 m            | 7.740                      |
| Радијус              | 2.200 km            | 2.000 km            | 3.000                      |
| Брзина пењања        | 110               | 110               | 110                        |
| Маса бомби / торпеда | 3.000             | 3.000             | 2.000-5.000                |

## Наоружање
- Стрељачко: (тип 1932) 10 митраљеза 7.62 mm ДА у паровима у позицијама: нос, двије под крилима, и двије на леђима. Касније 3-4 ШКАС митраљеза 7.62 mm.
- Бомбе: до 5800 kg ношене на 26 носача у трупу и 12 носача под крилима

## Оперативно коришћење
Авион Тупољев АНТ-6/ТБ-3 је произведен у 800 примерака, производња је трајала од 1931. до 1938. године у Фабрици авиона No22 „Горбунов“ из Москве и Фабрици авиона No39 из Вороњежа. У зависности од намене и године производње ови авиони су имали 8 или 6 чланова посаде.
Иако архаичног изгледа - конструкција авиона датира из 1926. АНТ-6/ТБ-3 је био велики и изузетно користан авион са способностима које су превазилазиле бомбардере свих других земаља у време настанка. Користио се како за војне тако и за цивилне потребе. За војне потребе се користио у стратешкој и поморској авијацији као тешки бомбардер, за превоз трупа или као десантни авион за избацивање падобранаца (могао је да превезе 35 падобранаца са пуном ратном спремом), за извиђање, патролирање и спашавање. Превозио је лаке тенкова Т-27, Т-38 и Т-38, био је такође и носач авиона ловаца (могао је да понесе пет ловаца И-16), служио је и као летећа цистерна за допуњавање авиона горивом у лету. Ањрофлот је конвертоване верзије овог авиона користио за превоз путника, терета и поштански саобраћај. Специјална организација „Авиаарктик“ је имала пет авиона овог типа (АНТ-6-4М-34Р) опремљени скијама, који су служили за саобраћај, патролирање и спашавање на арктичком простору.
Пилот Водопјанов је слетео 21. маја 1937. године четворомоторним авионом АНТ-6, 18 км од Северног пола, јер на самом Полу није нашао погодан терен за слетање на ледену санту. Из авиона је искрцана деветочлана екипа метеоролога, на челу са професорима Шмитом и Папањином, која је поседовала снажну радио-станицу. Циљ експедиције био је да, поред научних испитивања временских услова и дебљине леда на Полу, пружи подршку и помоћ посадама авиона које је требало да на путу од Москве до САД прелете преко северног пола (1. прелет: авион АНТ-25, пилот В. Чкалов 20-22. јуна 1937, 2. прелет: авион АНТ-25, пилот М. Громов 12-14. 07. 1937) Експедиција се на Арктику задржала 6 месеци и све време је снабдевана авионима АНТ-6 из састава специјалне организације „Авиарктика“.
ТБ-3 је употребљаван у акцијама против Јапана (Халхин Гол) у току 1938. и 1939. године, Пољске 1939, и Финске у Зимском рату 1939—1940. године.

### Коришћење у Другом светском рату
У Другом свјетском рату када је Њемачка напала СССР авиони Тупољев АНТ-6/ТБ-3 су били лоцирани у средишњем делу Совјетског Савеза и тиме били ван домашаја Луфтвафе. Тако је на дан напада 22. јуна 1941. ваздушне снаге Совјетског Савеза имале 516 оперативних ТБ-3, а поморско ваздухопловство још 25 примерака. У првих месец дана ратних операција совјетско војно ваздухопловство је претрпело огромне губитке тако да су у августу месецу 1941. авиони АНТ-6/ТБ-3 по броју представљали 25% бомбардерских ресурса, иако су ови авиони избачени из војне употребе још 1939. почело је њихово поновно оперативно коришћење. С обзиром да је авион био застарео и јако рањив у систему противваздушне одбране какву је имала Луфтвафе, авион се као бамбардер користио углавном као ноћни бомбардер. Учествовао је као бомбардер у свим великим биткама на простору Совјетског Савеза, битка код Смоленска, битка за Москву, битка за Стаљинград, опсаде Лењинграда и Курске битке. Авиони АНТ-6/ТБ-3 из састава црноморске флоте су бомбардовали циљеве у Румунији (мост на Дунаву), Украјини и Белорусији. Из бомбардерских операција је искључиван у току 1942 и 1943. године како су пристизали модерни бомбардери Петљаков Пе-2, Петљаков П-8/Тупољев АНТ-42/ТБ-7 и Иљушин Ил-2.
Током рата разоружани авиони ТБ-3 и раније конвертовани у транспортни авиони Т-2 су пребачени у 5. десантно транспортни корпус где су ови авиони служили све до 1944. као транспортни авиони и десантни авиони за бацање падобранаца, ради илустрације за првих 5 месеци рата овим авионима је превезено 2.787 тона терета и 2.300 особа. Помоћу њих су вршени десанти у позадину непријатеља, вршено је снабдевање опкољених јединица Црвене армије, вршено снабдевање и евакуација из опкољеног Лењинграда а није занемарљив допринос овог авиона у обуци пилотског и навигационог кадра за бомбардерску стратешку авиацију. На крају рата тј. 1. јула 1945. 18. ваздушна дивизија је имала је у свом наоружању 10 авионаљ типа Тупољев АНТ-6/ТБ-3. У војној паради одржаној у Москви 18. јуна 1945. учествовала су три авиона АНТ-6/ТБ-3 у знак признања за њихов допринос победи у Отаџбинском рату. Данас не постоји ни један сачувани примерак овог авиона.

## Земље које су користиле овај авион
- СССР
- Кина